# Zakłady Przemysłu Ciągnikowego „Ursus”
Zakłady Przemysłu Ciągnikowego „Ursus” S.A. – przedsiębiorstwo, które znajdowało się w Warszawie, w dzielnicy Ursus. Prowadziło działalność w latach 1893–2003. Było znane z produkcji ciągników rolniczych.
Ursus to także marka produkowanych przez przedsiębiorstwo ciągników rolniczych. 

## Nazwy
- Towarzystwo Udziałowe Specyalnej Fabryki Armatur (1893–1902)
- Towarzystwo Udziałowe Specyalnej Fabryki Armatur i Motorów (1902–1920)
- Fabryka Silników i Traktorów URSUS S.A. (1920–1922)
- Zakłady Mechaniczne URSUS S.A. (1922–1930)
- Zrzeszenie Przemysłu Ciągnikowego „Ursus” (1972–1983)
- Zakłady Przemysłu Ciągnikowego URSUS S.A.

## Historia

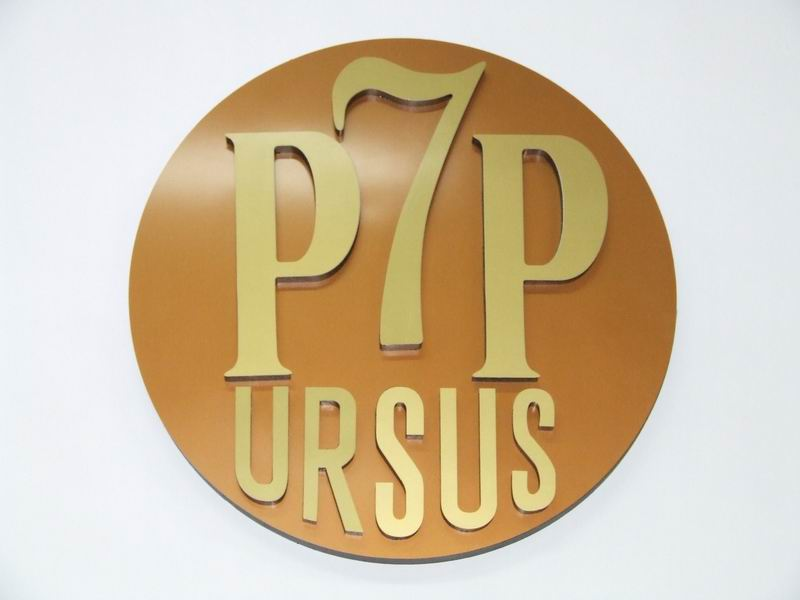
Logo spółki (Posag 7 Panien)

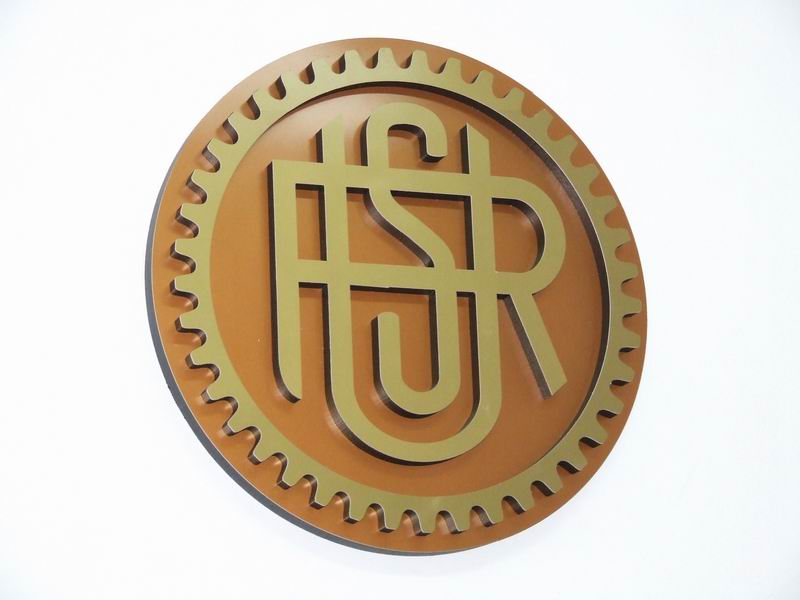
Ursus – znak firmowy przed I wojną światową

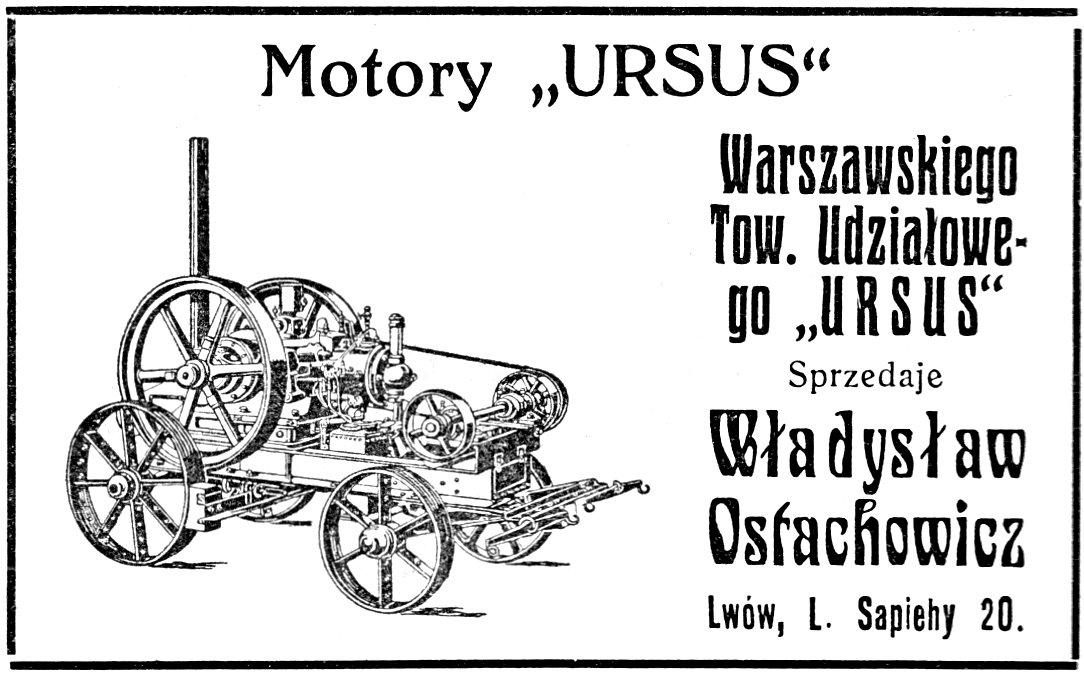
Lokomobila benzynowa, reklama zakładów Ursus z Rękodzielnika z 1914

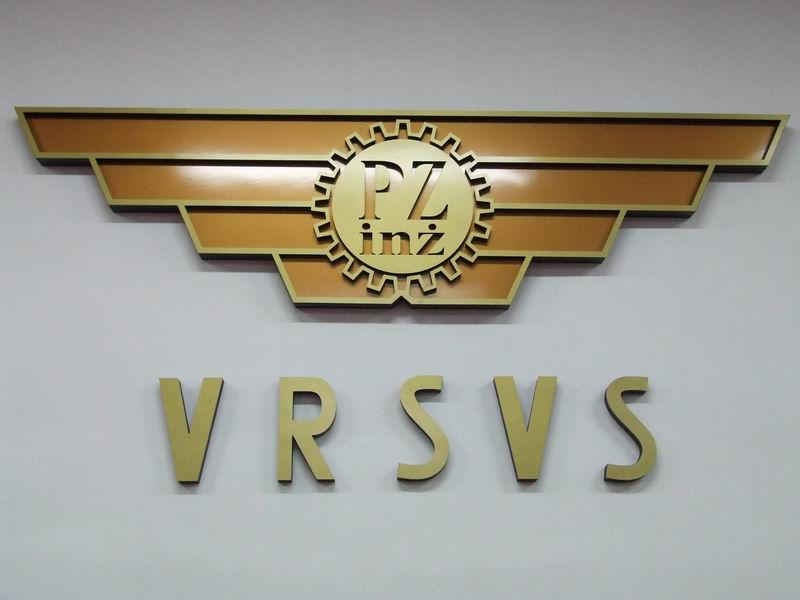
PZInż. – znak firmowy

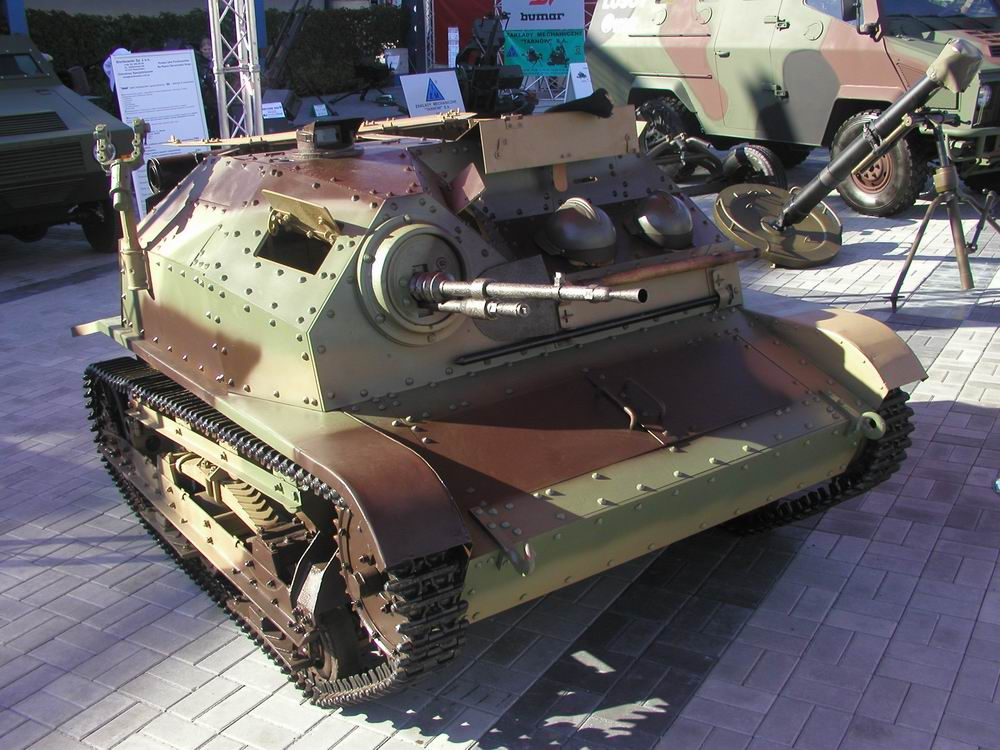
Tankietka TKS – produkowana i zrekonstruowana w zakładach Ursus

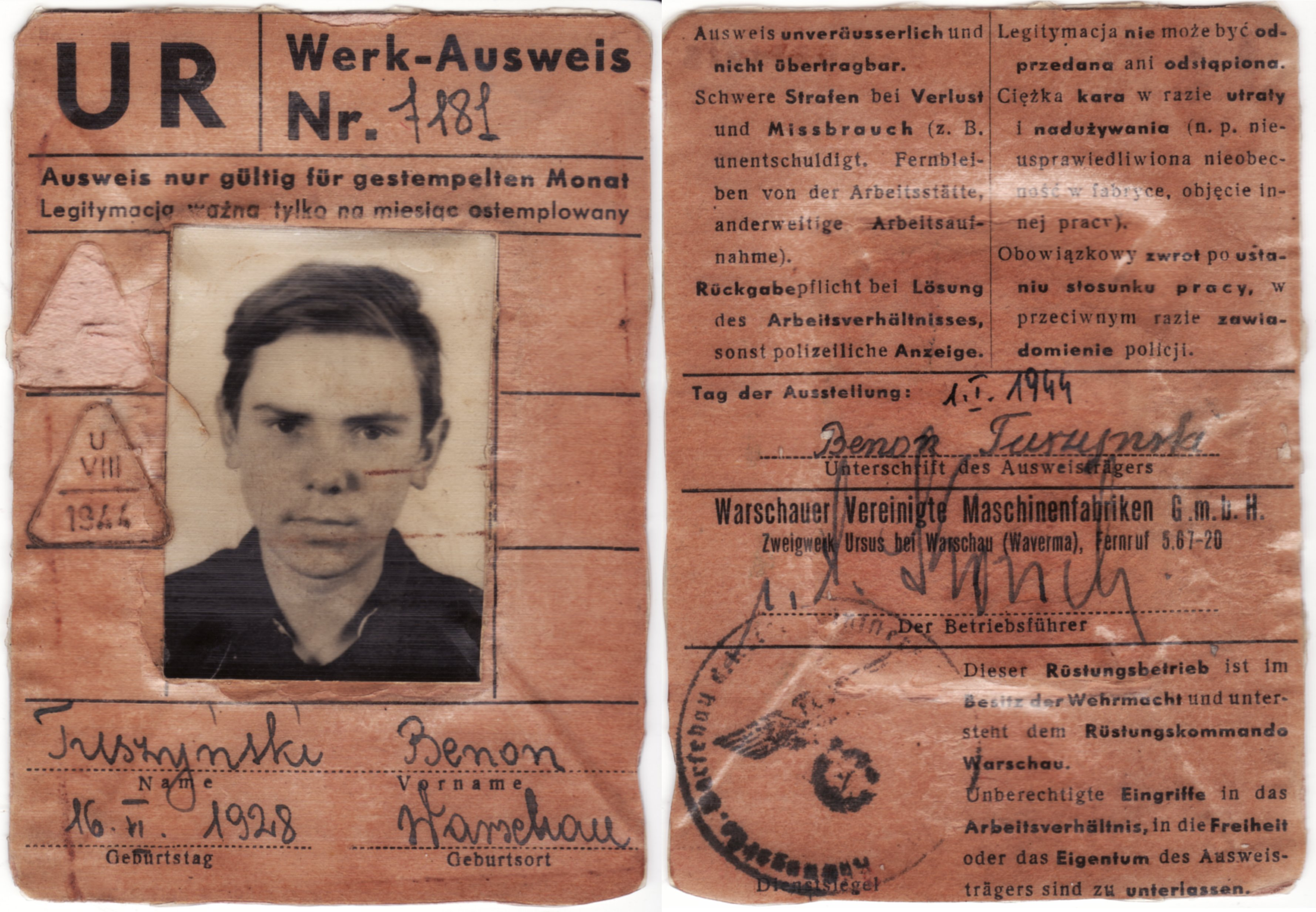
Ausweis pracownika fabryki Ursus z 1944 roku

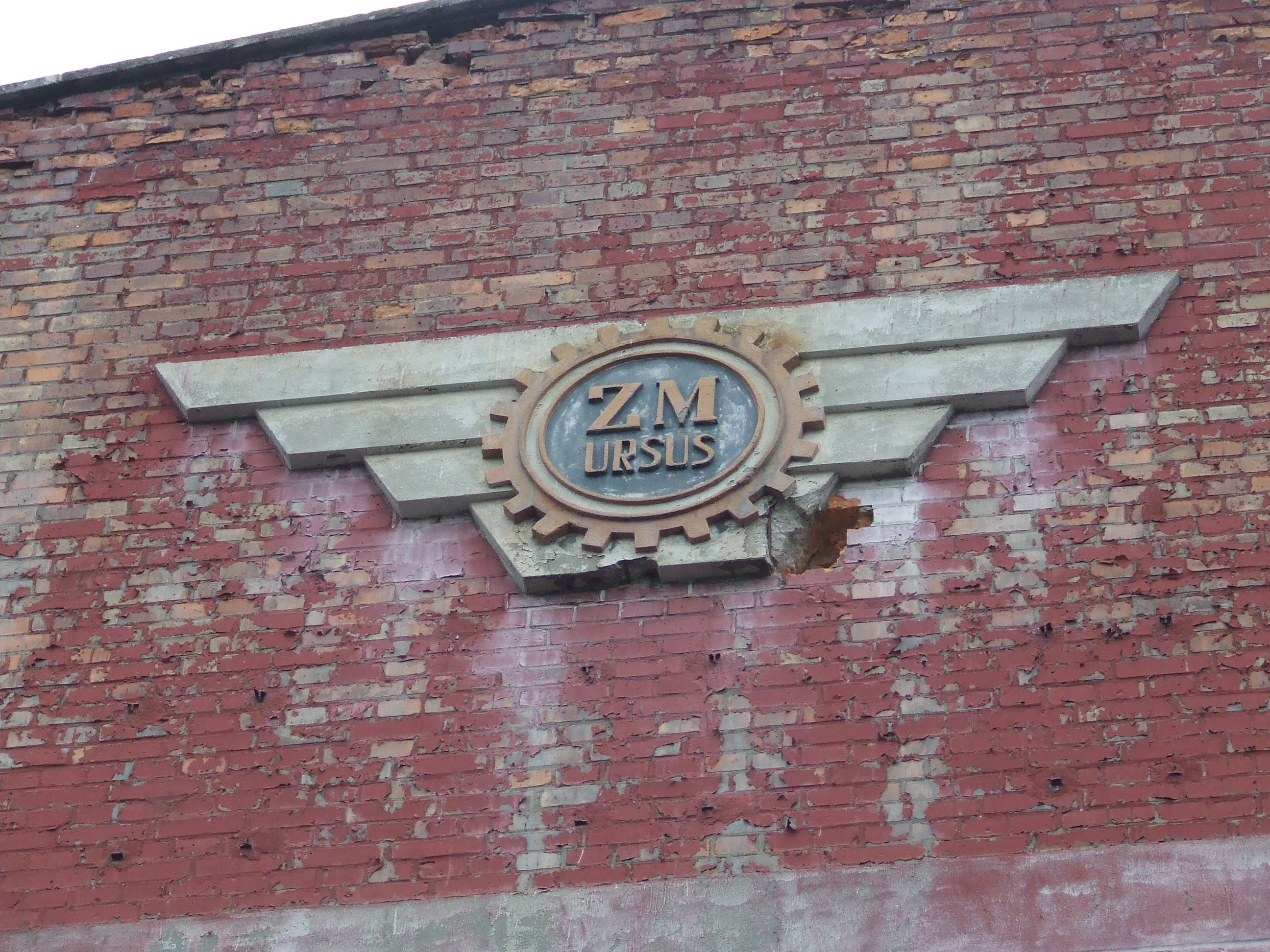
Pierwsze logo zakładów Ursus po drugiej wojnie światowej

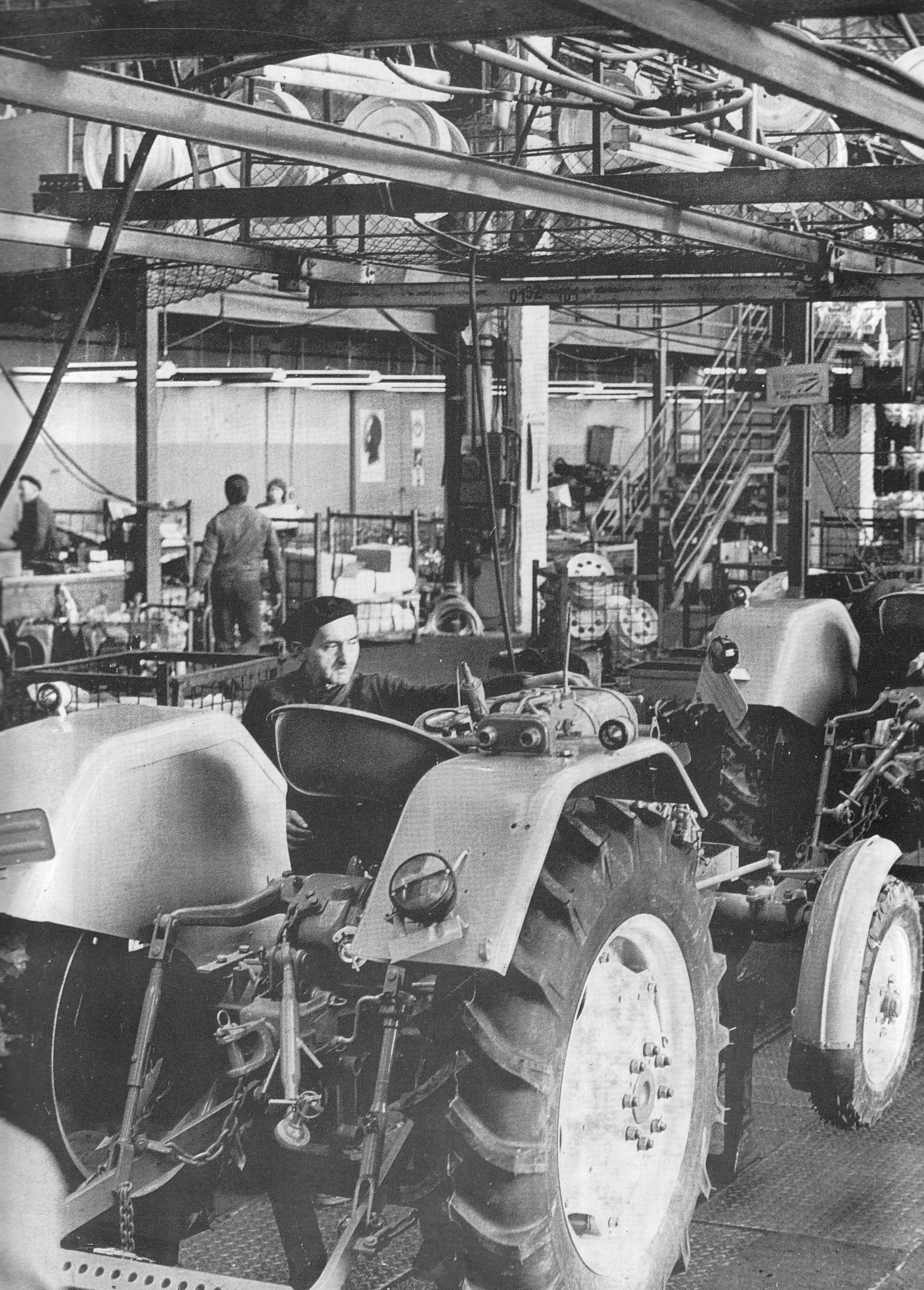
Hala montażu głównego w Zakładach Mechanicznych Ursus, lata 70.

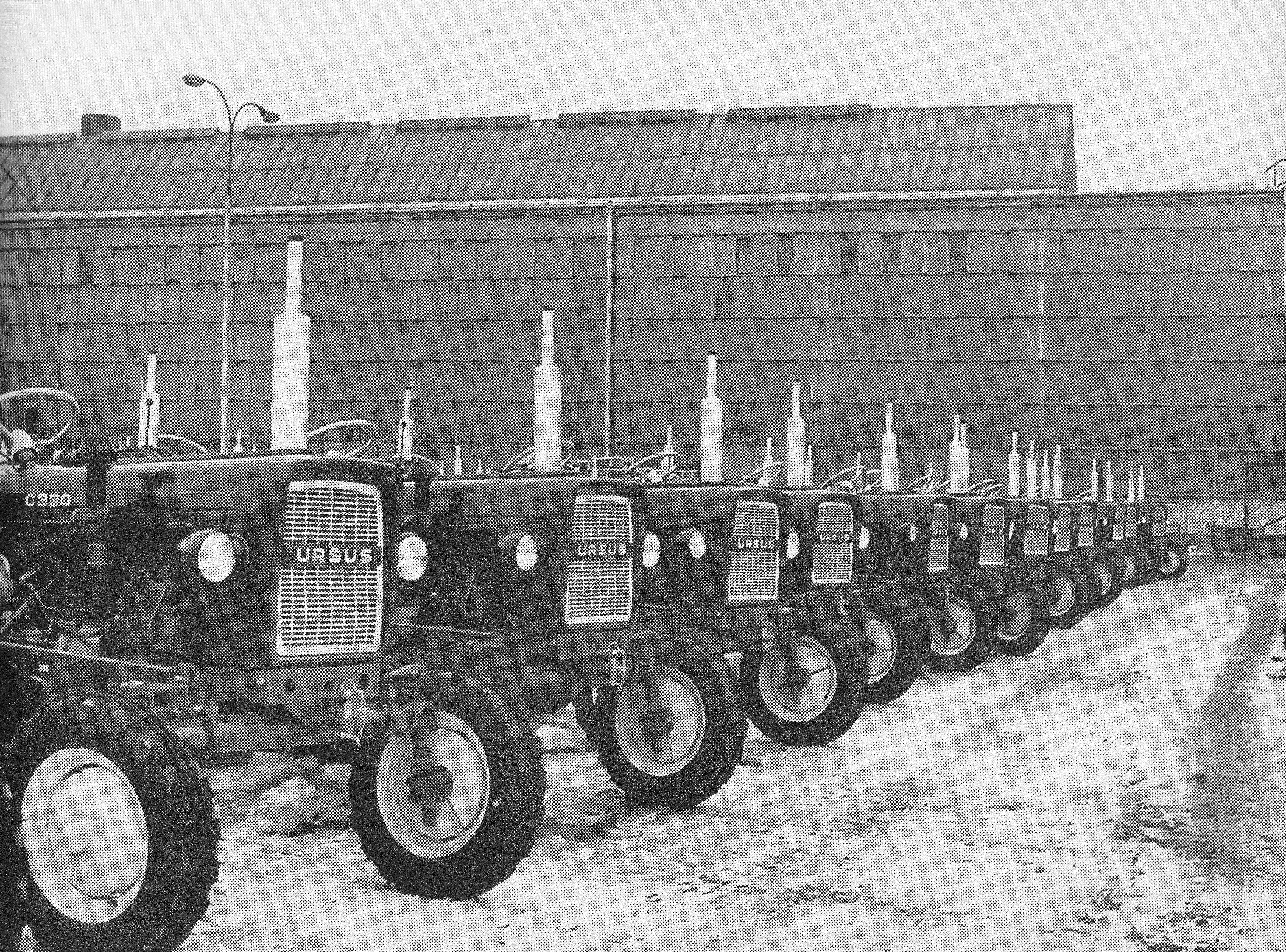
Fabryka i jej produkty w późnych latach 60.

- 1893 – przy ul. Siennej 15 w Warszawie inżynierowie: Kazimierz Schonfeld, Kazimierz Matecki(inne języki), Ludwik Rossman oraz czterech przedsiębiorców: Ludwik Fijałkowski, Stanisław Rostocki, Aleksander Radzikowski i Karol Strassburger zakładają „Przemysłowe Towarzystwo Udziałowe” produkujące armaturę (głównie dla przemysłu cukrowniczego, spożywczego i gorzelnianego, rozszerzając stopniowo asortyment dla centralnego ogrzewania, wodociągów itp.), kapitałem założycielskim był posag siedmiu panien – córek wspomnianych założycieli (co upamiętniono znakiem firmowym P7P oraz później nazwą jednej z ulic w obrębie ZM Ursus).
- 1907 – zmiana nazwy na „Towarzystwo Udziałowe Specyalnej Fabryki Armatur i Motorów” oraz znaku P7P na URSUS (łac. niedźwiedź, nazwa zainspirowana jedną z głównych postaci z powieści Quo vadis Henryka Sienkiewicza, słynącą z siły) oraz rozszerzenie produkcji o silniki spalinowe o mocy od 5 KM oparte na wzorach szwedzkich i napędzane paliwem ciężkim i spirytusowym oraz silników średnioprężnych 2- i 4-suwowych o mocach do 60 KM.
- 1912 – zakup licencji od firmy Fielding und Platt na produkcję silników o mocy 70 KM napędzanych gazem.
- 1913 – podstawa produkcji to silniki wysokoprężne o mocach do 450 KM, eksportowane głównie do carskiej Rosji.
- 1915 – próba skonstruowania ciągnika rolniczego pod kierownictwem polskiego profesora Karola Taylora, w wyniku czego w 1918 powstał prototyp.
- 1921 – „Zakłady Mechaniczne Ursus S.A.” rozpoczęły remonty samochodów wojskowych i otrzymały pożyczkę rządową w kwocie 500 000 dolarów na budowę fabryki i uruchomienie produkcji 2 typów ciężarówek – pożyczka nie została wypłacona w terminie. Za część pieniędzy przedsiębiorcy nabyli od Rocha Skrzeszewskiego grunty w Czechowicach (dziś dzielnica Ursus) pod budowę fabryki.
- 1922 – z fabryki o nowej nazwie „Fabryka Silników i Traktorów URSUS – S.A.” wyjechały pierwsze traktory nazywane „ciągówkami” z 2-cylindrowym silnikiem naftowym o mocy 25 KM, w latach 1922–1927 wyprodukowano 100 sztuk.
- 1923 – zmiana nazwy na Zakłady Mechaniczne URSUS – S.A., a głównym celem spółki stała się produkcja samochodów – w tym celu w Czechowicach pod Warszawą (dziś dzielnica Ursus) powstała nowa fabryka URSUS-a. Projektowali ją między innymi Franciszek Lilpop i Marek Leykam.
- 1924 – podpisanie z Ministerstwem Spraw Wojskowych umowy na dostawę 3-tonowych Berlietów CBA(inne języki) i 1,5-tonowych S.P.A. 25/C Polonia.
- 11 lipca 1928 – demonstracja pierwszych 52 krajowych ciężarówek Ursus. Z okazji tego wydarzenia na uroczystości przybyli Ignacy Mościcki (prezydent RP) oraz Zygmunt Słomiński (prezydent Warszawy).
- 1929 – fabrykę opuściło 300 samochodów ciężarowych i 50 autobusów Ursus A, produkowanych na licencji włoskiej firmy SPA.
- 1930 – upadek spółki (na skutek złego zarządzania i przeinwestowania fabryki – możliwości produkcyjne były 2 razy większe niż kontrakty), upaństwowienie i włączenie do Państwowych Zakładów Inżynierii, a główna produkcja dla potrzeb wojska, ale i szerokiego asortymentu pojazdów jedno- i dwuśladowych dla rynku cywilnego, podpisano umowę licencyjną pomiędzy P.Z.Inż. a firmą Saurer na silniki Aero-Diesel BLDo mocy 84 KM na olej napędowy (ropę) oraz 80 KM na benzynę, przeznaczonych do samochodów o ładowności 4 ton.
- 1931 – koniec produkcji samochodów i autobusów Ursus A.
- 1932 – podjęto i zrealizowano decyzję o budowie tankietek typu TK, opracowane zostały motocykle Sokół – 1000 o mocy 22 KM i Sokół – 600 o mocy 15,5 KM.
- 1930–1939 – w zakładach powstało 737 czołgów i tankietek, 700 ciągników wojskowych, ponad 1000 samochodów URSUS oraz samochodów i autobusów Saurer, w tym samochody pancerne wz.29 „Ursus”, około 1500 motocykli Sokół 1000 i Sokół 600 dla wojska i około 1000 na rynek cywilny, a ponadto silniki lotnicze, stacjonarne i dla rolnictwa.
- 1936–1937 produkcja silników wysokoprężnych Nohab na licencji szwedzkiej firmy „Nyquist-Holm” o mocy 520 KM dla jednostek Marynarki Wojennej[9].
- 1939 – zajęcie zakładów przez Niemców i przestawienie całej produkcji na cele zbrojeniowe podporządkowanej koncernowi Famo we Wrocławiu[10]. W zakładach Famo Ursus produkowano między innymi ostatnie serie czołgu PzKpfw II, następnie działa samobieżne Marder II i Wespe II. W lipcu 1944 roku produkcji zaprzestano, park maszynowy został wywieziony, a budynki zdewastowano.
- 1945
  - na podstawie pozwolenia wydanego przez władze radzieckie część załogi Ursusa wraz z inżynierem Bolesławem Koehlerem, który pracował w Ursusie prawdopodobnie od roku 1936, wyjechała z misją poszukiwawczą na Dolny Śląsk, gdzie Niemcy wywieźli urządzenia i maszyny z fabryki Ursus. Część maszyn udało się odzyskać.
  - w zniszczonych zakładach rozpoczęły się prace projektowe nad ciągnikiem rolniczym na podstawie niemieckiego ciągnika Lanz Bulldog, powstała krajowa konstrukcja ciągnika LB-45, później nazwanego C-45 (wyprodukowano ich do 1959 r. 60 tys. sztuk).
- 30 kwietnia 1947 – wyprodukowano pierwszy po wojnie traktor typu „Ursus”.
- 15 grudnia 1948 – zarządzeniem Ministra Przemysłu i Handlu z dnia 15 września 1948 r. wydanym w porozumieniu z Ministrem Skarbu i Prezesem Centralnego Urzędu Planowania utworzono przedsiębiorstwo państwowe pod nazwą „Zakłady Mechaniczne „URSUS”[11].
- 1953 – 16 kwietnia został wyprodukowany 20-tysięczny traktor.
- 1954 – uruchomienie produkcji silnika D-35 w oparciu o licencję radziecką, opracowanie modernizacji ciągnika C-45.
- 1957 – opracowanie przez pion głównego konstruktora ZM Ursus rodziny silników wysokoprężnych z wtryskiem bezpośrednim typów S312 (2-cyl. 25 KM), S313 (3-cyl. 36-42 KM) i S314 (4-cyl. 56 KM) oraz powstanie pierwszego całkowicie polskiego lekkiego ciągnika C-325 (produkowany po modernizacjach do 1993); prototyp ciągnika przeznaczonego dla rolnictwa i ogrodnictwa C-308[12].
- 1960 – zakończenie prac prowadzonych od 1958 roku nad rodziną ciągników typów C336, C342, C356 oraz 6-cylindrową odmianą silnika typu S316 (85–100 KM).
- 1961 – wizyta 16-osobowej delegacji załogi fabryki traktorów ZKL „Liszeń” z Brna w celu nawiązania bezpośrednich kontaktów z fachowcami z „Ursusa”. Pobyt ich był związany z podpisanym porozumieniem polsko-czechosłowackim przewidującym wspólną produkcję ciągników przez ZKL „Liszeń” i „Ursus”[13]. Indyjskie Escorts Ltd rozpoczęło produkcję ciągników na licencji Ursusa w Faridabad[14].
- 7 kwietnia 1962 – podpisanie umowy w Pradze pomiędzy rządem Polskiej Rzeczypospolitej Ludowej a rządem Czechosłowackiej Republiki Socjalistycznej o współpracy w produkcji ciągników na mocy której strona polska zobowiązuje się przyjąć do produkcji konstrukcję zunifikowanej rodziny ciągników Zetor (URI) oraz stopniowo zaniechać produkowania ciągników własnej konstrukcji[15].
- 1963 – początek produkcji ciągnika C-328 powstałego na bazie C-325 (ponad 100 tys. sztuk do 1967).
- 1963 – wyprodukowanie w ZM Ursus 100-tysięcznego ciągnika jakim był C-328.
- 27 sierpnia 1963 – podpisanie umowy w Warszawie pomiędzy rządem Polskiej Rzeczypospolitej Ludowej a rządem Czechosłowackiej Republiki Socjalistycznej w sprawie utworzenia wspólnego Polsko-Czechosłowackiego Ośrodka Badawczo-Rozwojowego z siedzibą w Brnie, którego głównym zadaniem jest opracowanie nowej rodziny ciągników oraz ich ciągła modernizacja[16].
- 1965 – rozpoczęto produkcję średniego ciągnika C-4011 odpowiednika czechosłowackiego ciągnika Zetor 4011 o mocy 42 KM (po modernizacjach jako C-355 i C-360 sprzedawany do 1992).
- 1966 – został utworzony przy Ursusie Zakład Doświadczalny Ciągników Rolniczych (ZDCR), wystawiony na moskiewskiej wystawie maszyn rolniczych ciągnik Ursus C-335 otrzymał złoty medal, zatrudnienie wynosi około 12 000 osób.
- 1967 – do produkcji wszedł nowy ciągnik C-330 (433 182 sztuki sprzedane do 1993).
- 1969 – początek produkcji ciężkich ciągników C-385 z silnikiem 4-cylindrowym o mocy 76 KM (konstrukcja Polsko-Czechosłowackiego Ośrodka Badawczo-Rozwojowego Ciągników w Brnie), czemu towarzyszyły również uroczystość z udziałem władz z I-szym sekretarzem PZPR Władysławem Gomułką i prezentacja prototypu ciągnika Ursus C-360 TRIMAT z zaprojektowanym w Katedrze Ciągników Politechniki Warszawskiej trzybiegowym wzmacniaczem momentu[17]. Wyprodukowano w pierwszych dniach września 250 000 traktor wyprodukowany po wojnie - Ursus C-330, czemu również towarzyszyło oficjalne otwarcie przyzakładowego Muzeum.[18]
- 1968–1972 – wykonanie i zbadanie około 36 prototypów nowej zunifikowanej rodziny ciągników Ursus w ZDCR obejmującej 4 typy: U310, U510, U610, U710 oraz silniki S24, S34, S35, S44 i S64, niewdrożone do produkcji na podstawie zarządzenia ministra Przemysłu maszynowego inż. Tadeusza Wrzaszczyka i wiceministra inż. Janusz Szotka. Obrona własnej myśli technicznej przez mgr inż. Bogumiła Bajdeckiego i inż. Henryka Szczygła spowodowała odsunięcie ich od stanowisk.
- 1971 – 15 marca wyprodukowano tysięczny Ursus C-385. Wyprawa do krajów Bliskiego Wschodu przyczepą Jelcz PO-1 holowaną ciągnikiem Ursus C-355 o numerze podwozia 000271, zorganizowana przez studentów Instytutu Geografii Uniwersytetu Warszawskiego. Pokonano łącznie około 8 tysięcy km[19].
- 1972 – powstało Zrzeszenie Przemysłu Ciągnikowego Ursus holding zakładów produkujących ciągniki i części do nich w którym ZM Ursus stały się zakładami wiodącymi. W skład holdingu wchodziły zakłady: ZM Ursus w Warszawie, Zakłady Mechaniczne Ursus w Gorzowie przy ul. Przemysłowej (dawniej H. Paucksch A.G. i ZM Gorzów), Zakłady Sprzętu Mechanicznego „URSUS” Sp. z o.o. w Chełmnie, Zakłady Sprzętu Mechanicznego w Ostrowie Wielkopolskim (obecnie MAHLE) i inne. Wyprawa Ursusem C-355, w ramach promocji polskich ciągników, do Kuwejtu przez Liban oraz Irak pokonała 14 tysięcy km.
- 1973 – złoty medal na targach w Lipsku otrzymał ciągnik Ursus C-385. Wyprodukowanie w ZM Ursus 400-tysięcznego ciągnika rolniczego. Rozpoczęcie produkcji ciągnika Ursus 1201.
- 12 września 1974 – została zawarta z firmą Massey Ferguson-Perkins umowa obejmująca m.in. zakup licencji na ciągniki rolnicze serii MF 200 i MF 500[20]. Wyprodukowanie 500-tysięcznego ciągnika.
- 1975 – w lipcu ZPC Ursus rozpoczęło produkcję seryjną ciągnika C-355M zastępującego model C-355[21];
- 1976 – 25 czerwca w ZM Ursus rozpoczęły się strajki w proteście przeciwko podwyżkom cen żywności.
- 1978 – rozpoczęcie montażu szkoleniowego ciągników licencyjnych MF-235 z części dostarczonych przez licencjodawcę. W wydarzeniu tym uczestniczyła delegacja firmy Massey-Ferguson Ltd. Rozpoczęcie produkcji 3-cylindrowego silnika Perkins AD3.152[22]
- 1980 – rozpoczęto produkcję seryjną ciągnika rolniczego Ursus C-362[23]. Włączenie do holdingu ZPC Ursus odlewni w Lublinie, od 1984 jako Zakłady Metalurgiczne „Ursus”[24].
- 1981 – rozpoczęto produkcję seryjną ciągnika rolniczego Ursus C-360-3P.
- 14–15 grudnia 1981 – w związku z ogłoszeniem stanu wojennego w Polsce w Zakładach odbył się strajk, na czele którego stanął inż. Jerzy Kaniewski, zakończony pacyfikacją przeprowadzoną przez Zmotoryzowane Odwody Milicji Obywatelskiej[25].
- 24 października 1983 – wyprodukowanie milionowego ciągnika, który został przekazany Zakładowi dla Niewidomych w Laskach[26]; 12 grudnia podczas swojej oficjalnej wizyty w PRL prezydent Czechosłowackiej Republiki Socjalistycznej Gustáv Husák, w towarzystwie premiera PRL gen. Wojciecha Jaruzelskiego oraz Mirosław Gawora (Biuro Ochrony Rządu), wizytował Zakłady Mechaniczne Ursus[27].
- 1984 – początek produkcji seryjnej ciągników licencyjnych o mocach 38 i 47 KM.
- 19 lipca 1984 – Zdzisław Jagiełło zjechał z taśmy produkcyjnej fabryki w Ursusie pierwszym licencyjnym ciągnikiem MF-255. W tym wydarzeniu uczestniczyli członkowie władz w PRL: wicepremier Zbigniew Szałajda i sekretarz KC PZPR Zbigniew Michałek.
- 1986 – pierwszy zmodernizowany ciągnik Ursus C-330M, osiągnięto szczyt produkcji z liczbą ponad 61 tysięcy ciągników[28].
- 1987 – rozpoczęcie montażu 4-cylindrowego ciągnika postlicencyjnego Ursus 4512. Złoty medal na targach w Nowym Sadzie (Jugosławia) za ciągnik Ursus 3512[29].
- 1988 – złoty medal na targach w Poznaniu za ciągnik Ursus 4514; 22 stycznia zjechał z linii montażowej 1 250 000 ciągnik Ursus – licencyjny MF 255
- 1989 – w wyniku prac polskich i słowackich konstruktorów w Polsko-Czechosłowackim Ośrodku Badawczo-Rozwojowym w Martinie powstały prototypy nowej generacji ciągników ciężkich Ursus wyposażonych w silniki o mocy od 100 KM do 165 KM, nigdy niewdrożone do produkcji seryjnej[30]. Złoty medal na targach w Nowym Sadzie (Jugosławia) za ciągnik Ursus 1614.
- 1990 – podjęcie produkcji zmodernizowanej rodziny ciągników ciężkich – M87 934–1634. Na bazie nowej rodziny ciągników ciężkich powstał pierwszy pełny model prototypu ciągnika Ursus 1954 TURBO wyposażony w silnik „Zetor” o mocy 190 KM, trwały również prace nad zastosowaniem w nim silnika Cummins 6CT 8,3; w tym roku wyprodukowano 35 400 ciągników przy zatrudnieniu 23 400 osób[31].
- 1991 – „Ursus” sprzedał 18 tys. ciągników, w tym 1300 na eksport.
- 5 kwietnia 1991 – został zawarty kontrakt między Art-B a „Ursusem” na mocy którego 2,5 tysiąca ciągników, które stały na placu w fabryce Art-B, zostało sprzedane za 160 mld zł[32].
- 1992 – sprzedaż wyniosła 8300 ciągników.
- 1993 – wprowadzenie do produkcji ciągnika Ursus 5314 i 5312 o mocy 72 KM, wyprodukowano 11 tys. sztuk ciągników, wystawienie na targach Polagra ’93 przez IBMER wspólnie z Ośrodkiem Rozwoju Wyrobów ZPC Ursus dwóch ciągników Ursus 4512, z których jeden został przystosowany do zasilania gazem propan-butan (LPG), a drugi sprężonym gazem ziemnym (CNG)[33]. W grudniu ukazał się pierwszy numer dwutygodnika Zakładów Przemysłu Ciągnikowego „Czas Ursusa” z podtytułem „Dwutygodnik ZPC dla wszystkich” autorstwa zespołu redakcyjnego dr J. Węgrzyna[34].
- 1994 – na targach Polagra został wystawiony Ursus 1414 S o mocy 135 koni mechanicznych, wyprodukowany we współpracy z austriackim Steyerem, który jednak ostatecznie nie wszedł do produkcji. Od tego roku do Pakistanu zostało wyeksportowane około 8000 ciągników w ramach programu wprowadzonego przez rząd Benazir Bhutto[35].
- 1995 – złoty medal na targach w Poznaniu za ciągnik Ursus 5314. Na Słowacji firma Metis s.r.o. Martin rozpoczęła montaż ciągników we współpracy z Ursusem[36].
- 1996 – włączenie zakładu WSK-Poznań, produkującego między innymi pompy wtryskowe produkowane na licencji firmy Lucas (obecnie Delphi) do ciągników na licencji Massey-Ferguson-Perkins, w struktury ZPC Ursus W-wa.
- 1997 – wprowadzenie do produkcji ciągnika Ursus 6014 i 6012 o mocy 82 KM, od roku 1994 wyprodukowano łącznie 18 tys. ciągników.
- 1998 – na bazie „Zrzeszenia Przemysłu Ciągnikowego Ursus” powstają „Zakłady Przemysłu Ciągnikowego URSUS S.A.”, w wyniku ich restrukturyzacji w latach 1998–2003 powstały liczne spółki branżowe produkujące różne komponenty ciągnikowe, zlokalizowane one były w Warszawie, Żyrardowie, Gorzowie Wlkp., Chełmnie, Nisku, Sulęcinie, Włocławku, Lublinie, Poznaniu. Wdrożono do seryjnej produkcji m.in. 170-konny ciągnik Ursus 1734[37]. Złoty medal na targach w Kielcach za ciągnik Ursus 6014.
- 1999 – podczas XV Międzynarodowych Targów Rolno-Przemysłowych Polagra '99 w Poznaniu Zakłady Przemysłu Ciągnikowego „URSUS” S.A. w Warszawie zostały wyróżnione złotym medalem za ciągnik Ursus 1734[38].
- 2000 – spółka Ursus Diesel Sp. z.o.o. nawiązała współpracę z indyjskim Indo Farm w zakresie produkcji silników Diesla[39].
- 2001 – w skład spółek Ursus wchodzą: ZPC „URSUS” S.A. produkująca ciągniki rolnicze w: Zakładzie Montażu Ciągników Lekkich, Zakładzie Montażu Ciągników Ciężkich; Fabryka Metalurgiczna „URSUS” Sp. z o.o.; Zakład Podwozi „URSUS” Sp. z o.o. produkujący kompletne tylne mosty i skrzynie biegów; Zakład „URSUS – DIESEL” Sp. z o.o. produkujący silniki wysokoprężne do napędu ciągników rolniczych, wózków widłowych, kombajnów zbożowych, koparko-ładowarek i kutrów rybackich: 3-cylindrowe 3250 o mocy 28 kW przy 2000 obr./min i 34,6 kW przy 2200 obr./min, 4-cylindrowe wolnossące 4390 o mocy 44,1 i 48,5 kW przy 2000 obr./min oraz 52,2 kW przy 2200 obr./min, 4410 o mocy 56 kW przy 2200 obr./min, 4-cylindrowe turboładowane: T4390 o mocy 61 i 68 kW przy 2200 obr./min; Zakład Oblachowania „URSUS” Sp. z o.o.; Narzędziownia „URSUS” Sp. z o.o.[38]; powstanie „Fabryki Ciągników Ursus Sp. z o.o.”, która po dwóch latach wspólnie z PHZ Bumar utworzyła „URSUS Sp. z o.o.”, będącą właścicielem marki Ursus, patentów i homologacji.
- 2002 – austriacka firma Steyr, producent ciężkiego sprzętu wojskowego, wyrażała chęć zakupu 20–25% akcji zakładów Ursus, wcześniej zainteresowana strona zamówiła już 1 tys. sztuk i był to pierwszy z serii kontraktów na łącznie 5 tys. traktorów[40].
- 2003 – upadłość zadłużonej ZPC URSUS SA[2].

### Po upadłości ZPC Ursus

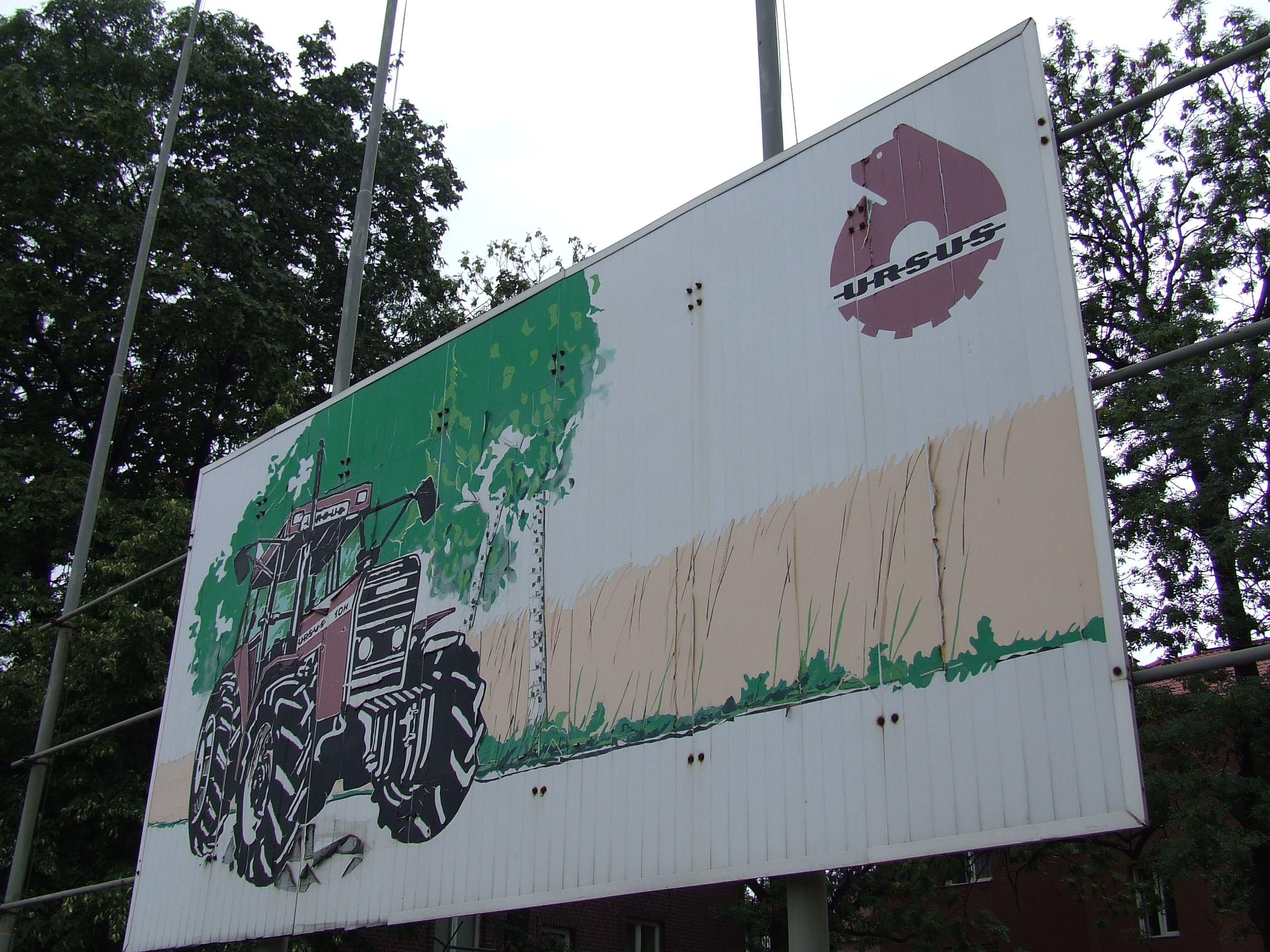
Tablica reklamowa przed zakładami Ursusa z obecnym logo zakładów

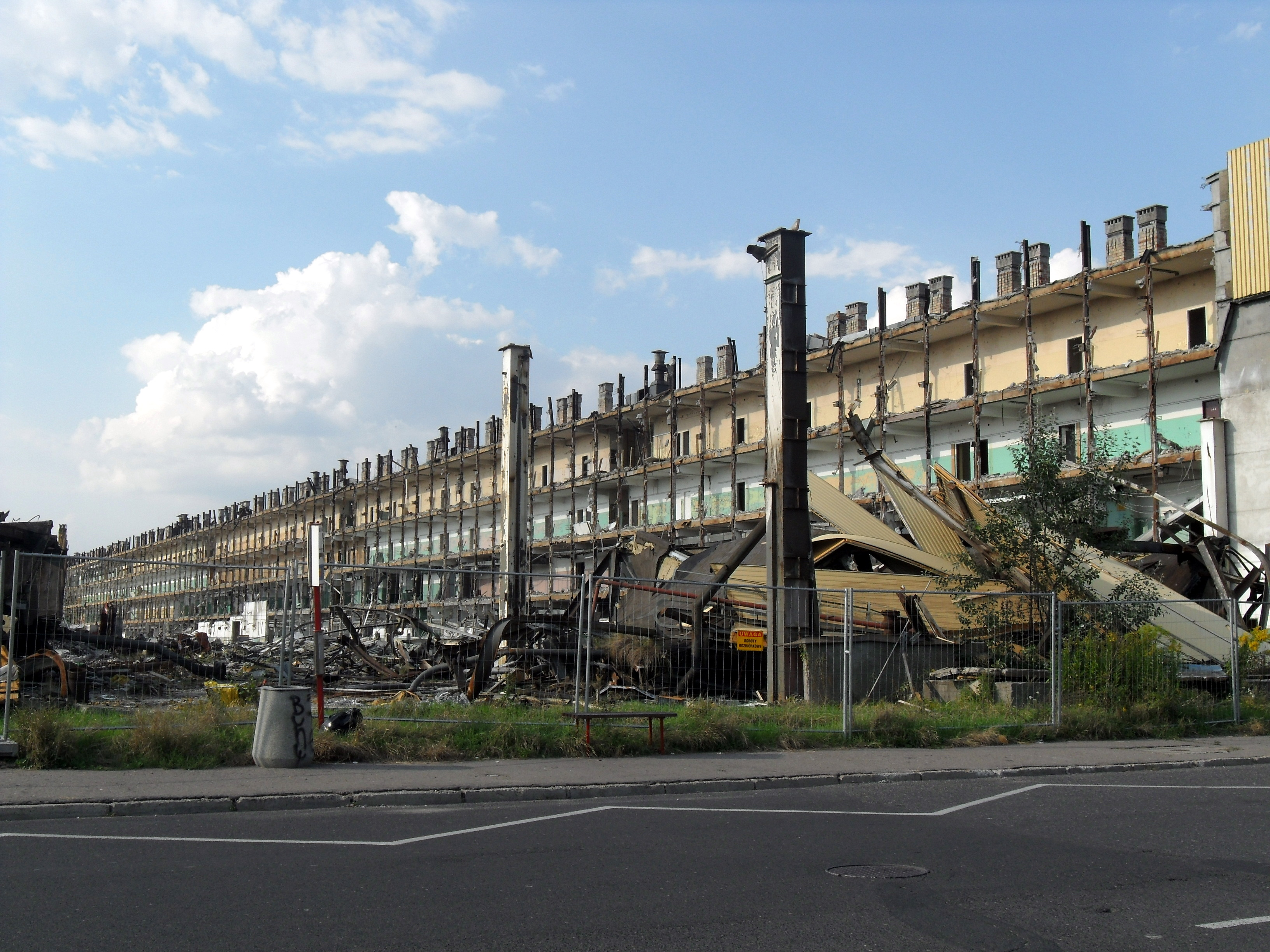
Wyburzane hale przy ul. Posag 7 Panien

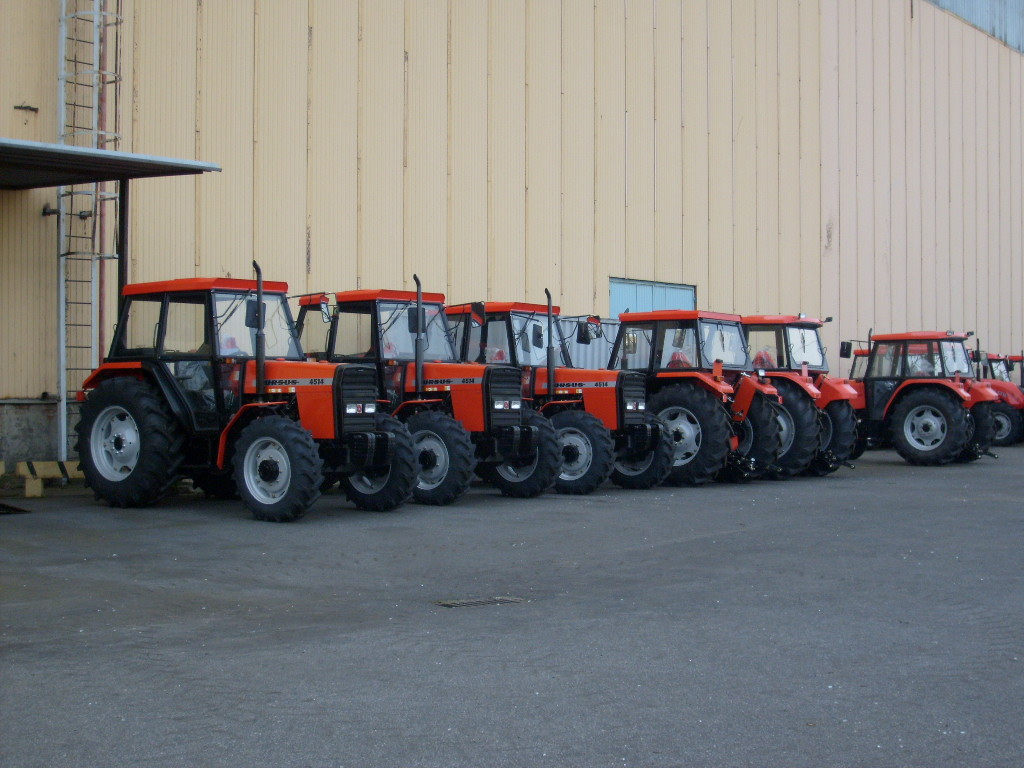
Ursusy postlicencyjne przed zakładami

- 2 czerwca 2006 – taśmy montażowe opuszcza 1,5-milionowy ciągnik, był to model Ursus 1654.
- 2007 – podpisanie trójstronnej umowy przez Bumar, Ursus i Uzel, w której Uzel przejął 51 proc. akcji spółki Ursus i wspólnie z Ursusem utworzył spółkę Ursus International Tractor Sp. z o.o.[41]
- 2008 – zerwanie współpracy z firmą Uzel z powodu niespełnienia warunków umowy[42].
- 2010 – Ursus wprowadził do sprzedaży nowe modele ciągników rolniczych i uruchomił nową stronę internetową. Zakłady zmodyfikowały również swoje logo.
- 26 kwietnia 2011 – spółka POL-MOT Warfama SA podpisała ze spółką Bumar sp. z o.o. umowę o sprzedaży ciągników marki „URSUS”, znaków towarowych oraz 100% udziałów URSUS sp. z o.o. Warfama wydzierżawiła również obecny zakład od Bumaru, tym samym Ursus stał się piątym oddziałem spółki. W tym samym roku Warfama przenosi produkcję ciągników do FSC Lublin zamykając ZM Ursus w Warszawie.
- 12 lipca 2011 roku POL-MOT Warfama SA jako sprzedawca zawarł z Instytutem Prawa Upadłościowego i Naprawczego sp. z o.o. z siedzibą w Lublinie jako kupującym umowę sprzedaży 100% udziałów w spółce URSUS sp. z o.o. z siedzibą w Warszawie[43].
- 22 lipca 2011 – zmiana nazwy spółki na LZM2 Sp. z o.o.[44]
- 12 grudnia 2011 – rozwiązanie spółki LZM2 Sp. z o.o. i rozpoczęcie likwidacji[45]

W wyniku restrukturyzacji Zakładów Przemysłu Ciągnikowego „Ursus” SA powstała montownia pod nazwą Fabryka Ciągników Ursus będąca posiadaczem marki i kontynuująca produkcję. Upadek ZPC URSUS SA nie przerwał produkcji ciągników. ZPC URSUS SA w 2002 sprzedał Fabrykę Ciągników do PHZ BUMAR. Zadłużona spółka ZPC URSUS SA upadła w 2003 i w toku postępowania upadłościowego większa część hal fabrycznych w Warszawie została wyprzedana i znajduje się obecnie w rękach innych podmiotów gospodarczych oraz w rozbiórce. Produkcja została przeniesiona do nowszych hal fabrycznych znajdujących się po północnej stronie ulicy Posag Siedmiu Panien w Warszawie w dzielnicy Ursus. Produkcja jest kontynuowana przez spółkę URSUS.
18 maja 2006 zakłady otrzymały II Nagrodę w kategorii Dokonania z Zakresu Rekonstrukcji w XXVI edycji Konkursu na Wydarzenie Muzealne Roku „Sybilla 2005”, za zrekonstruowanie czołgu rozpoznawczego TKS, który w latach 1933–1936 był przedmiotem produkcji PZInż.
2 czerwca 2006 uczczono wyprodukowanie 1,5-milionowego ciągnika otwarciem Muzeum Historii Ursusa przez wicepremiera Andrzeja Leppera. Wydarzenia roku 2006 dawały nadzieję na zachowanie marki i tradycji fabryki Ursus, choć obecnie cała fabryka mieści się w jednej hali.
W sierpniu 2006 część terenów zakładów Ursus nabył fundusz inwestycyjny Challange Eighteen – 52 hektary wraz z halami fabrycznymi za 94 miliony złotych. Zburzone zostały przedwojenne hale produkcyjne, ale w tych najbardziej charakterystycznych (z logiem ZM Ursus) mają powstać lofty. Na pozostałym terenie należącym do dewelopera ma powstać tak zwane „Miasteczko Ursus”.
W roku 2007 przedsiębiorstwo Bumar rozpoczęło rozmowy w sprawie sprzedaży 51% akcji Ursusa, tureckiej firmie Uzel, z którą zakłady Ursus współpracowały od 2005 roku, m.in. wykorzystując podzespoły do produkcji ciągników. We wrześniu tego samego roku utworzona została spółka Ursus Tractor International, która miała rozpocząć działalność produkcyjną na terenie wynajętym od Bumaru. W 2008 roku współpraca z tureckim inwestorem została zerwana z powodu niewywiązania się firmy Uzel z warunków umowy odnośnie do wkładu inwestycyjnego. W 2008 i 2009 roku prowadzono rozmowy z Pol-Mot Warfama. Ostatecznie zarząd Bumaru zrezygnował z planów sprzedaży zakładów Ursus oraz rozpoczął proces restrukturyzacji przedsiębiorstwa.
W 2010 roku wprowadzono do oferty nowe rodziny ciągników o oznaczeniach Piko, Mido oraz Forte. Na dalsze prace nad rodziną nowych pojazdów fabryka otrzymała dotację w wysokości 12 mln złotych z funduszu Innowacyjna gospodarka.
26 kwietnia 2011 spółka POL-MOT Warfama SA podpisała ze spółką Bumar sp. z o.o. umowę o sprzedaży ciągników marki „URSUS”, znaków towarowych oraz udziałów spółki URSUS, za łączną maksymalną kwotę 15 421 036,00 zł netto. Przy czym cena sprzedaży znaków towarowych „URSUS” wyniosła 8 100 000 zł, a udziały spółki URSUS wyceniono na kwotę 1 zł. Cena trzeciej umowy ustalona została na kwotę 7 321 035,00 zł jednak może ona ulec obniżeniu w przypadku nabycia przez spółkę mniejszej liczby ciągników niż ta wskazana w dniu zawarcia umowy.
W lutym 2024 rozpoczęło się wyburzanie hal i innych obiektów nieuznanych za zabytki. Na terenie dawnej fabryki ma powstać osiedle mieszkaniowe, frontony dawnych budynków mają zostać włączone do nowej zabudowy.

## Dyrektorzy
Dyrektorzy ZM Ursus, ZPC Ursus:
- Bolesław Koehler, 1945–1946[49]

- Marian Wakalski, 1946–1947[49]
- Witold Jeziorowski, 1947–1951[49]
- Januariusz Ślusarczyk, 1951–1952[49]
- Zygmunt Purzycki, 1952–1969[49]
- Zdzisław Kuhn, 1969–1973[49]

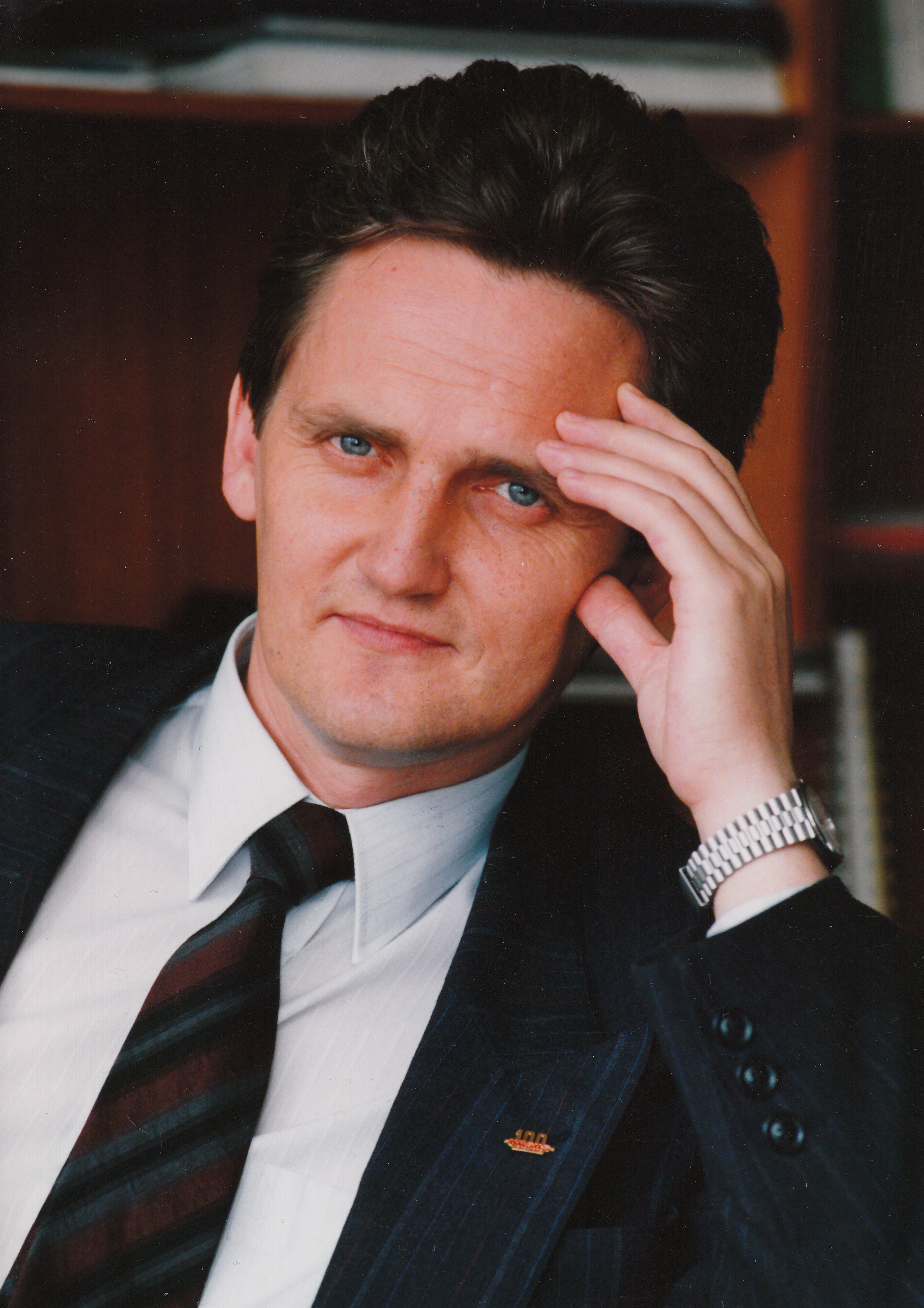
Janusz Ściskalski, członek założyciel „Solidarności” w Ursusie i na Mazowszu w 1980 roku, dyrektor (1992–1996) i autor koncepcji i realizator głębokiej restrukturyzacji zakładów Ursus

- Bogusław Prugara-Ketling 1973–1977[49]
- Henryk Wilk, 1977 – 15 grudnia 1981[50]
- Stanisław Stańczykiewicz, 24 grudnia 1981 – 6 stycznia 1985[51]
- Wojciech Ziółek, 7 stycznia 1985 – 20 marca 1990[49]
- Henryk Szczygieł, 21 lutego 1990 – 1992[52]
- Janusz Ściskalski, 25 listopada 1992 – grudzień 1996[49]
- Krzysztof Jabłoński, 1997[52]
- Stanisław Bortkiewicz, 1997–2003[52]

Prezesi Zarządu Ursus Sp. z o.o.:
- Jan Olszewski, 2004–2007[49]
- Janusz Mętrak, 2007 – czerwiec 2009[53]
- Andrzej Słonowski, czerwiec 2009 – 13 sierpnia 2010[54]
- Cezary Owczarek, 13 sierpnia 2010 – 2011[55]

## Nazwy ulic
Na terenie Zakładów Mechanicznych „Ursus” w Warszawie drogi wewnętrzne miały swoje nazwy. Nazwy te obecnie nie mają statusu nazw urzędowych, aczkolwiek są wymieniane np. w planie zagospodarowania przestrzennego czy niektórych atlasach i mapach naprowadzania satelitarnego. Miejscowy Plan Zagospodarowania Przestrzennego w Rejonie Ulicy Orłów Piastowskich w Warszawie wymienia nazwy:
- ul. Centralna
- ul. Silnikowa
- ul. Odlewnicza
- ul. Dyrekcyjna
- ul. Strażacka

Ponadto były także ulice:
- ul. Licencyjna (ob. ul. Posag 7 Panien)
- ul. Laboratoryjna (ob. część ul. Tadeusza Hennela)
- ul. Przelotowa
- ul. Lakiernicza
- ul. Sprężarkowa
- ul. Podwoziowa
- ul. Montrozowa
- ul. Giserska

Na obszarze byłych ZM „Ursus” znajdują się także ulice nazwane później: ul. Bez Nazwy oraz częściowo plac Czerwca 1976 r.

## Modele
- Ursus 1921/1922
- Ursus C-45
- Ursus C-308
- Ursus C-325
- Ursus C-328
- Ursus C-330/Ursus C-330M
- Ursus C-335/Ursus C-335M
- Ursus C-4011
- Ursus C-350/Ursus C-355
- Ursus C-360/Ursus C-360-3P
- Ursus C-362
- Ursus C-380/Ursus C-380M
- Ursus C-382(inne języki)
- Ursus C-385/Ursus C-385A
- Ursus C-392
- Ursus C-3102
- Ursus C-3110(inne języki)
- Ursus 902/Ursus 904
- Ursus 932/Ursus 934
- Ursus 1002/1004
- Ursus 1032/1034
- Ursus 1042/1044
- Ursus 1132/1134
- Ursus 1154
- Ursus 1201/
- Ursus 1204
- Ursus 1222/1224
- Ursus 1232/1234
- Ursus 1434
- Ursus 1614
- Ursus 1634
- Ursus 1654
- Ursus 1674
- Ursus 1734
- Ursus 1934
- Ursus 1954
- Ursus 2802
- Ursus 2812
- Ursus 3502/4502
- Ursus 3512/3514
- Ursus 3702
- Ursus 3722/3724
- Ursus 3822/3824
- Ursus 4022/4024
- Ursus 4512/4514
- Ursus 4822/4824
- Ursus 5024/6024
- Ursus 5044
- Ursus 5312/5314
- Ursus 5322/5324
- Ursus 5524
- Ursus 5714
- Ursus 6012/6014
- Ursus 6614
- Ursus 6824
- Ursus 7524
- Ursus 8024
- Ursus 8034
- Ursus 8014 H
- Ursus 9014 H
- Ursus 10014 H
- Ursus 11024
- Ursus U-4150

## Wersje eksportowe
- Ursus Bison – Holandia
- Ursus Hellas – Grecja
- Ursus AVTO – Francja
- Ursus FINN – Finlandia
- Ursus TUR – Hiszpania
- Field Boy P 300 – Włochy
- Lightforce Deluxe / Lightforce Tractor – Wielka Brytania

Wersje produkowane za granicą:
- Ursus Zetor – Czechosłowacja
- Ursus – Pakistan FarmAll Technology
- Ursus – Brazylia Máquinas Agrícolas LTDA
- Ursus – Indie Escorts Agri Machinery Group
- Ursus – Indie Indo Farm Equipment Limited na licencji
- Ursus – Szwecja Swed-Trac z silnikami Scanii
- Ursus – Etiopia

## Prototypy
- Ursus C-336
- Ursus C-342
- Ursus C-330 3P
- Ursus C-355P
- Ursus C-355D
- Ursus C-356
- Ursus 202
- Ursus 944
- Ursus 1242/1244
- Ursus 1414S
- Ursus 4504
- Ursus 6424
- Ursus U-310
- Ursus U-510
- Ursus U-610
- Ursus U-710
- Ursus 14034
- Ursus 11034
- Ursus 11054
- Ursus 10014T

## Produkcja roczna ciągników rolniczych[61]
- 1947 r. – 130 szt.[62]
- 1948 r. – 1200 szt.
- 1949 r. – 2000 szt.
- 1960 r. – 6421 szt.
- 1965 r. – 19 100 szt.
- 1970 r. – 38 680 szt.
- 1975 r. – 57 553 szt.
- 1980 r. – 60 000 szt. (w tym 6000 ciągników ciężkich)
- 1995 r. – 16 520 szt.[63]
- 1996 r. – 16 722 szt.
- 2001 r. – 3000 szt. (300 szt. ciągników ciężkich i 2700 lekkich i średnich)

## Inne informacje
Dzięki wsparciu spółki Ursus S.A, w latach 2002–2007 grupa polskich podróżników podróżowała traktorem (Ursus 6014) po bezdrożach Ameryki Południowej, łącznie przebyła ponad 20 tys. kilometrów.